# Vil·la Hèlius
La Vil·la Hèlius és una obra modernista de Barcelona protegida com a Bé Cultural d'Interès Local.

## Descripció
La vil·la Hèlius està ubicada al barri de Pedralbes del districte de les Corts, dins d'una illa delimitada pel carrers Panamà, Abadessa Olzet, Buxó i Miret i Sans. Es tracta d'un edifici aïllat envoltat de jardí utilitzat com a residència unifamiliar. La construcció original va ser realitzada l'any 1866 per l'arquitecte Antoni Rovira i Trias, i, per encàrrec de Francisco Granés, completament reformada entre els anys 1906 i 1908 per l'arquitecte Manuel Joaquim Raspall i Mayol.
Es tracta d'una construcció volumètricament regular amb un cos de planta rectangular, de planta baixa i dues plantes pis, cobert a dues aigües. Al lateral est d'aquest cos principal se li adossa, centrada, una torre quadrangular de quatre pisos d'alçada també coberta a dues vessants i ràfecs ondulats. En aquest element se situa el nucli de comunicació vertical de l'edifici. La finca està tancada per un mur de pedra alineat als carrers Panamà i Abadessa Olzet, Restaurada fa poc temps, encara conserva la distribució dels espais interiors i alguns dels elements modernistes, com ara la xemeneia de la planta baixa
A la façana principal, que afronta amb el carrer Panamà, el conjunt d'obertures es configura a partir d'un eix central format per la porta d'entrada a la planta baixa, un balcó en voladís a la planta principal i un finestral tripartit amb dos mainells a la planta superior, on el ràfec es doblega damunt seu. Als costats, distribuïts simètricament a partir de l'eix central, trobem que a la planta primera hi ha dos finestres i dos balcons ampitats amb baranes de ferro forjat, mentre que a la planta superior només hi ha dues petites finestres. La façana posterior, orientada a migdia, s'organitza al voltant de la tribuna central de la planta baixa, coberta per una balconera amb barana de ferro forjat
Les façanes es presenten revocades de morter, i estan decorades amb esgrafiats de motius geomètrics que s'organitzen al voltant de les obertures i sota els ràfecs, formant frisos continus amb motius vegetals estilitzats. Hi ha altres elements ornamentals que ens situen en el Raspall més modernista. A les baranes de les terrasses, balcons, finestres ampitades i les reixes del jardí els treballs de ferro forjat jugan un paper fonamental, amb formes ondulades i el típic cop de fuet modernista (destacar la reixa de la porta d'accés pel carrer Panamà). També trobem aplics de ceràmica de color amb motius vegetals, col·locats a les finestres, cornises, pilars de la cerca, ... Part dels brancalls i les llindes de les finestres de la primera plana estan recobertes amb aplacats d'obra decorats amb motius similars als esgrafiats. Les teulades es troben recobertes amb escates ceràmiques vidriades de diferents colors dibuixant formes geomètriques. Tots aquests elements son una mostra de la creativitat de Raspall, tan abocat al decorativisme i el gust per la policromia.

## Història
L'any 1910 els germans Manuel Joaquim i Martín Raspall (arquitecte i enginyer respectivament) presenten a l'Ajuntament de Sarrià els plànols de la tanca de la finca per tal d'obtenir el corresponent permís municipal.